# Mr. Tambourine Man
Pour l'album des Byrds, voir Mr. Tambourine Man (album).
Pistes de Bringing It All Back Home
Bob Dylan's 115th Dream Gates of Eden
Mr. Tambourine Man est une chanson écrite et interprétée par Bob Dylan apparue sur son album Bringing It All Back Home, sorti en 1965. Sa reprise par les Byrds, enregistrée le 20 janvier 1965, avant même la sortie de la version de Dylan, atteignit la première place du Billboard Hot 100 après sa sortie en single, le 12 avril 1965. Elle donna son nom au premier album du groupe. La version de Dylan dure 5:29 et comprend quatre couplets, alors que celle des Byrds n'inclut que le second couplet et dure 2:30.
Cette chanson apparaît deux fois dans le classement des « 500 plus grandes chansons de tous les temps » établi par le magazine Rolling Stone : la version des Byrds est classée 79e, et celle de Bob Dylan est 107e. C'est l'une des trois chansons à se placer deux fois dans ce classement, avec Walk This Way du groupe Aerosmith et Run–D.M.C., et Blue Suede Shoes par Carl Perkins et Elvis Presley. Elle est également sélectionnée par le Rock and Roll Hall of Fame, en 1995, comme l'une des « 500 chansons qui ont façonné le rock 'n' roll ».

## Structure et paroles
Deux enregistrements antérieurs de cette chanson par Bob Dylan sont parus dans la collection The Bootleg Series : une version live au Philharmonic Hall de New York datant du 31 octobre 1964, et une autre avec Ramblin' Jack Elliott aux chœurs, enregistrée durant les sessions de l'album Another Side of Bob Dylan. Un enregistrement vidéo de Bob Dylan interprétant cette chanson au festival de folk de Newport de 1964 est présente dans No Direction Home, un documentaire de Martin Scorsese.
La structure de la chanson est remarquable en ce qu'elle débute avec le refrain, là où les chansons pop conventionnelles démarrent avec une brève introduction instrumentale qui introduit le premier couplet.
Le thème central est le désespoir d'un être qui a tout perdu (peut être un roi, un empereur, dont le royaume a été réduit à néant : « empire […] vanished into sand »). S'y ajoute la solitude mais aussi son « antidote » : la musique, sa seule source d'espoir (« play a song for me ») qui pourrait apaiser son âme. L'évasion est aussi l'autre antidote à ce désespoir (« take me for a trip […] swirling ship »). 
Dans sa version complète, cette chanson est reconnue comme l'une des plus évocatrices et poétiques de Dylan. De nombreuses théories ont été échafaudées quant à sa signification. Une interprétation en fait un récit allusif des premières prises de LSD de Dylan, à cause du premier vers du second couplet (« take me on a trip upon your magic swirlin' ship ») qui emploie le terme trip.
Bruce Langhorne, le guitariste folk de Greenwich Village, a pu lui inspirer la chanson : il jouait souvent d'un gigantesque tambour sur cadre turc semblable à un tambourin à l'époque de sa composition. La guitare électrique qui accompagne Mr. Tambourine Man sur l'album fait partie des nombreux crédits de Langhorne sur les albums de Dylan. La chanson est marquée par d'autres influences : Dylan lui-même a cité le film de Fellini La strada, et le vers in the jingle jangle morning I'll come following you est tiré d'un enregistrement de Lord Buckley.

## Adaptations
La chanson a été traduite en roumain par le chanteur folk-rock Florian Pittiș et chantée en 1995 par son groupe  Pasărea Colibri (en), et également adaptée en français par Hugues Aufray sous le titre L'homme orchestre.